# 웨스 브리스코

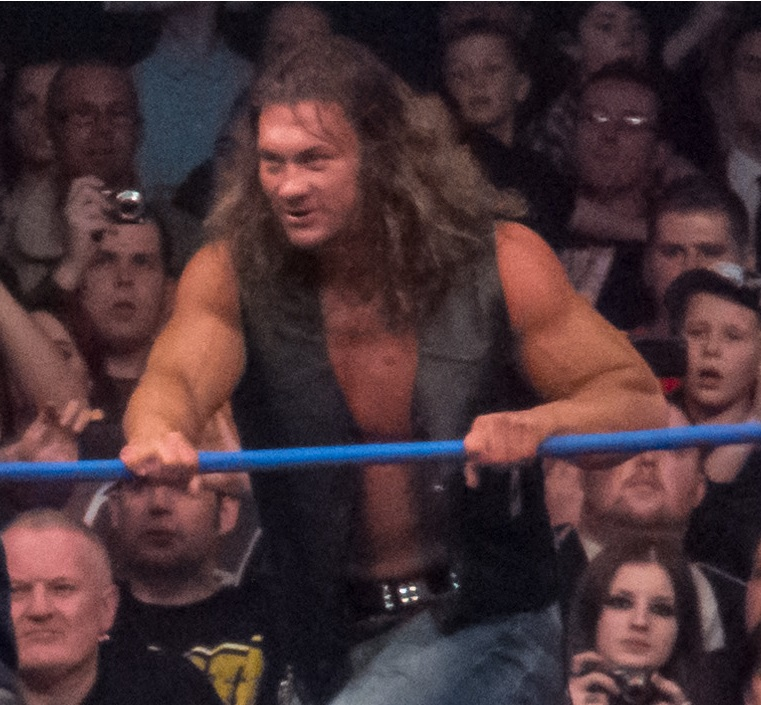

웨스 브리스코(Wes Brisco, 1983년 2월 21일 ~ )은 미국의 프로레슬링선수다. 키는 179cm 몸무게는 102kg이다. 피니쉬는 브리스코 롤(간노스케 클러치), 컴플리트 샷(리버스 STO), 원 퍼센터(헤드락 드라이버), 스파인 쉐이커(벨리 투 백 수플렉스 사이드 슬램), 브리스코 밤(파이어맨즈 캐리 넥브레이커 슬램)으로 사용을 한다.
- 링네임 : 웨스 브리스코

## 수상
- FCW 플로리다 태그팀 챔피언 1회 - 사비어 우즈
- FUW 큐반 헤이붸이트 챔피언 1회